# Life on the Ropes
Life on the Ropes è il settimo album di studio del gruppo hardcore punk statunitense Sick of It All. Pubblicato nel settembre 2003, è l'ultimo disco di inediti pubblicato dalla formazione con la Fat Wreck Chords. Per l'album è presente come voce secondaria John Joseph dei Cro-Mags.

## Tracce
1. Relentless – 2:24
2. All My Blessings – 1:48
3. The Land Increases – 1:38
4. Paper Tiger (Fakin' the Punk) – 2:08
5. The Innocent – 2:51
6. Silence – 2:38
7. For Now – 2:45
8. View from the Surface – 2:32
9. Going All Out – 2:29
10. Rewind – 2:21
11. Shit Sandwich (Instra-Mental) – 1:04
12. Butting Heads – 2:46
13. Take Control – 2:17
14. Kept in Check – 2:42
15. On the Brink – 2:26
16. Trenches – 3:33

## Formazione
- Lou Koller - voce
- Pete Koller - chitarra
- Craig Ahead - basso
- Armand Majidi - batteria
- John Joseph dei Cro-Mags - voce secondaria in Paper Tiger